# Honda CRX
Der Honda CRX ist ein Sportcoupé des Motoren- und Fahrzeugherstellers Honda auf Basis des Honda Civic.

## Konzeption
1982 hatte die Konzernleitung von Honda beschlossen, ein günstiges Sportcoupé für den amerikanischen und europäischen Markt auf Basis des Honda Civic zu präsentieren. Um den Folgen der Ölkrise gerecht zu werden und trotzdem dem Ruf nach einem sportlichen Modell nachzukommen, waren die Maximen bei der Fahrzeugkonzeption:
- Zweisitzer (plus zwei Notsitze bis 1991)
- Frontmotor
- Frontantrieb
- hochdrehender Saugmotor
- möglichst geringer Hubraum
- hohe Motorleistung
- geringer Verbrauch
- sportliches Design in Coupéform mit Kamm-Heck.

## CRX (Typ AF/AS, 1983–1987)

### Typ AF
Mit dem ersten CRX (Typ AF) wurde neben der neuen Civic-Baureihe im September 1983 auf der IAA in Frankfurt ein kostengünstiges Sportcoupé auf Basis des Honda Civic vorgestellt. Das geringe Leergewicht von nur ca. 825 bis 835 kg wurde unter anderem dadurch erreicht, dass die Außenhaut zu 38 Prozent aus Kunststoff bestand. So wurden die lackierten Kotflügel, die lackierte Frontmaske, Verkleidungen und Stoßstangen aus neu entwickelten Kunststoffen (HPA: Honda Polymer Alloy und Polypropylen) hergestellt. Der Motor war aus Leichtmetall. In Deutschland betrug der Kaufpreis ab 1984 19.490 DM.
Das mehrfach international ausgezeichnete Design des CRX (im Original: CR-X) und der Civic-Modelle war eine Neuheit, da etwa die Stoßstangen nicht, wie sonst üblich einfach vor und hinter dem Wagen montiert waren, sondern wie auch die Scheinwerfer und die Türgriffe in die Wagenform integriert wurden. Das Fahrzeug erreichte durch diese Maßnahmen einen Cw-Wert von 0,33. Das Armaturenbrett war mit einem neuentwickelten weichen Kunstleder bezogen. Durch die verklebten Scheiben wurde eine höhere Steifigkeit der Karosserie bei kompakter Bauweise erreicht und durch die Kunststoffkotflügel und -verkleidungen ein besserer Korrosionsschutz.

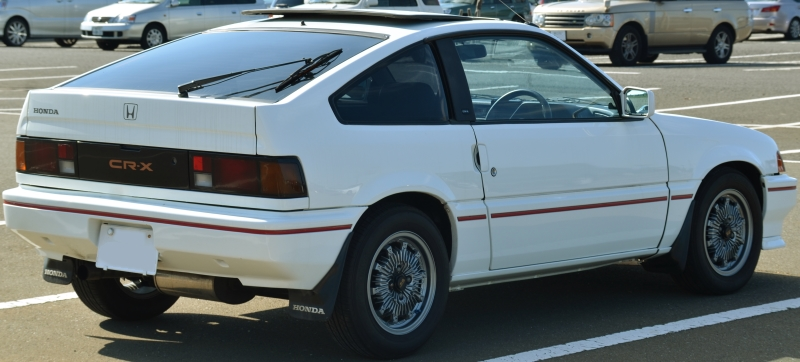
Heckansicht

Die europäische Version mit Vierzylinder-Einspritzmotor und 1477 cm³ Hubraum leistete 74 kW (100 PS) bei 5750 min−1 und 130 Nm Drehmoment bei 4500 min−1. Der Motor war ausgestattet mit 12 Ventilen (zwei Einlass- und ein Auslassventil pro Zylinder) und einer obenliegenden Nockenwelle, auch OHC bzw. SOHC genannt. Die Höchstgeschwindigkeit wurde ab Werk mit 190 km/h angegeben, die Beschleunigung von 0 bis 100 km/h mit 8,9 Sekunden. Für diese Leistung musste im hohen Drehzahlbereich gefahren werden, der bis zum Drehzahlbegrenzer bei 7500 min−1 ausgenutzt werden konnte.
Der Motor ist tauglich für alle Benzinsorten (Normal- und Superbenzin, verbleit und unverbleit) und wurde anerkannt nach Schadstoffklasse A (entspricht den geregelten Katalysator-Fahrzeugen bis Mitte der 1990er). Ein Katalysator war deshalb erst Ende der 1980er Jahre erhältlich.
Die computergesteuerte Saugrohreinspritzung Programmed-Fuel-Injection (PGM-FI,8-Bit-Mikroprozessor) mit Selbstdiagnosesystem (vier Kontrollleuchten) wird sequentiell über die Öffnungszeit der Einlassventile und durch acht Sensoren gesteuert. Es handelt sich um ein intermittierendes Einspritzsystem mit Saugrohrdrucksensor, das ursprünglich für die Formel 1 entwickelt wurde.
Durch die flache, kompakte Bauweise mit einem Leistungsgewicht von 8,25 kg/PS ist eine sportliche Fahrweise möglich. Das Fahrzeug hat eine Höhe von nur 1,26 m bis 1,29 m.
Besonderheiten waren zu dieser Zeit unter anderem die in dieser Fahrzeugklasse neuartigen verklebten Scheiben und die Tastatursteuerung des Lüftermotors. Die Türscheiben sind rahmenlos wie bei einem Cabrio. Ebenso das sehr große, vom Armaturenbrett steuerbare, elektrische Stahl-Schiebedach mit mechanisch aufklappendem Windschutz, da es nach außen, hinten über das Dach öffnete (in einigen wenigen Ländern gab es stattdessen auf dem Dach eine kleine nach vorne offene aufklappbare Luftöffnung). Zur Serienausstattung gehörten weiterhin ein Fünfganggetriebe, seitliche Blinkleuchten, ein zweiter Außenspiegel, Drehzahlmesser, zusätzliches Ablagefach, Münzenfach, Digital-Quarzuhr, getönte Scheiben, in Deutschland ein Blaupunkt-Kassettenradio, eine in der A-Säule versenkbare Antenne, schnell verstellbare Liegesitze, vom Fahrersitz aus zu öffnender Kofferraum und Tankdeckel, Bremskraftverstärker, ein gestylter Motor und ein Front- und Heckspoiler.
Der Wagen hatte vergleichsweise große Türen und hinten eine halbstarre Torsionskurbelachse mit Trommelbremsen. Vorne hatte das Fahrzeug Einzelradaufhängung an Dämpferbeinen mit Querlenkern und Drehstabfedern und belüftete Scheibenbremsen. Die dazugehörigen Drehstabfedern konnten problemlos in einer Werkstatt verstellt werden, um das Fahrzeug vorne um bis zu sechs Zentimeter tieferzulegen. Die Lenkung hatte keine Servounterstützung, war aber mit Zahnstange und Ritzel leichtgängig und sehr direkt. Nachteilig war die sehr hohe Ladekante.
Anfang 1985 kam der CRX 1,5i mit einem leicht überarbeiteten Motor auf den Markt (ebenfalls Typ AF).
Die erste Version von 1983 ist an der weißen oder blauen Fahrzeuglackierung oder an der blauen Innenausstattung erkennbar. Andere Farben (in Deutschland) waren Schwarz und Rot. In Österreich wurde dieses Model nur in der Farbe Rot angeboten.
In einigen Ländern, wo der Honda CRX den Namen Ballade Sports CRX bekam, gab es das Modell auch mit einem 1,3-Liter-Motor und 80 PS.

### Typ AS
Der CRX 1.6i-16 (Typ AS) basiert bis auf den Motor und die Innenausstattung (Sitze, Türverkleidung) auf dem Vorgängermodell. Verkleidungen und Stoßstangen waren jetzt in Wagenfarbe lackiert. Das Leistungsgewicht betrug 7,16 kg/PS. Bei knapp unter 1,6 Liter Hubraum leistete der Vierzylindermotor mit 16 Ventilen und zwei obenliegenden Nockenwellen (DOHC) 92 kW (125 PS) bei 6800 min−1. Das maximale Drehmoment betrug 140 Nm bei 5500 min−1. Die Beschleunigung war mit 8,1 Sekunden von 0 bis 100 km/h angegeben, die Höchstgeschwindigkeit mit 202 km/h. Wegen der höheren Bauweise des Motors durch die zwei obenliegenden Nockenwellen, erhielt der CRX 1,6 auf der Motorhaube eine „sportliche“ Ausbeulung auf der linken Seite. Das wurde auch beim Modell ED9 beibehalten, während beim Modell EE8 die gesamte Motorhaube höher war, um dem VTEC-Motor Platz bieten zu können.
Der Benzinverbrauch liegt je nach Fahrweise zwischen 6,5 und 9 Liter/100 km. Der Motor ist bei entsprechender Wartung sehr langlebig, Fahrleistungen von über 300 tkm (ohne Ölverlust) sind möglich. Der Preis lag in Deutschland bei 22.490 DM.

## CRX (Typ ED9/EE8, 1987–1991)

### Typ ED9
Die im Herbst 1987 eingeführte zweite CRX-Generation ist mit runderen und flacheren Formen komplett neu entwickelt.
Mit der Modellpflege sollten die aus dem Motorsport und der laufenden Entwicklung des Sportwagens Honda NSX gewonnenen Erfahrungen in die Serie übernommen werden.
Das betraf vor allem das neu aus dem Motorradsport für den PKW-Betrieb weiterentwickelte computergestützte VTEC-System (Variable Valve Timing and Lift Electronic Control – variables Ventilsteuerzeiten- und Hub-Steuersystem) mit erhöhter Maximaldrehzahl und voll ausgeschöpftem Leistungspotential eines Saugmotors bei uneingeschränkter Straßentauglichkeit. Die Variante ED9 leistete bei 1595 cm³ Hubraum 96 kW (130 PS) ohne und 91 kW (124 PS) mit Katalysator. Dadurch brauchte der ED9 8,5 Sekunden bzw. 7,5 Sekunden (ohne Kat) auf 100 km/h. Der mittlere Verbrauch lag bei durchschnittlich 7 l/100 km.

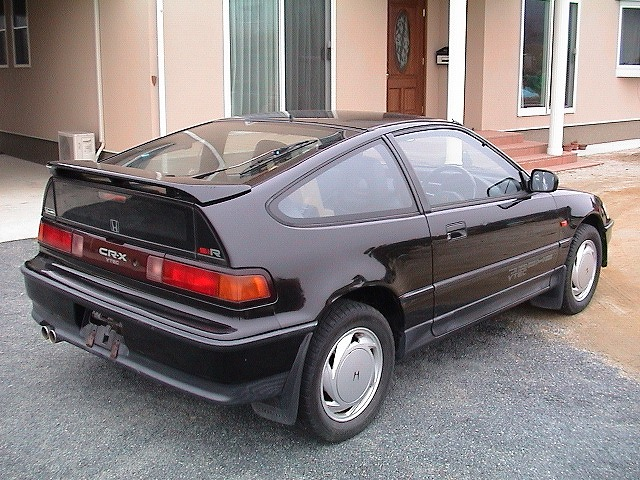
Heckansicht

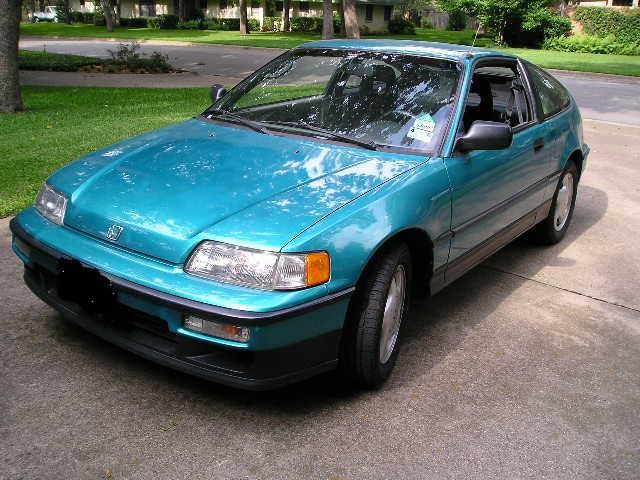
Honda CRX Si (1991)

Alle vier Räder sind einzeln an Doppelquerlenkern („Double-Wishbone“) aufgehängt und haben Scheibenbremsen, vorne sind diese innenbelüftet.
Nachteile bei dieser Evolutionsstufe sind außer dem geringen Platzangebot (hintere Sitzreihe laut Typenschein nur für Personen, die kleiner als 145 cm sind, geeignet) auch der von manchen Besitzern beklagte „enge“ Grenzbereich. Das hat mit der insgesamt sportlichen Abstimmung und dem kurzen Radstand zu tun. Bei normaler bis sportlicher Fahrt reagiert das Fahrzeug sehr direkt (Zahnstangenlenkung, Fahrwerkstyp) und präzise, was leicht vergessen lassen könnte, dass es sich um ein Fahrzeug mit Frontmotor und -antrieb handelt, was sich gerade bei engen Kurven entsprechend auf die Fahrverhalten auswirkt. Die Folge ist das Unter- und bei anschließendem zu starkem Lastwechsel (Gaswegnahme, Fehlverhalten des Fahrers) das Übersteuern bzw. Ausbrechen des Fahrzeughecks. Auch das Fehlen aktiver und passiver Fahrhilfen wie Fahrdynamikregelung (ESP), Antiblockiersystem (ABS; in Europa nur in Großbritannien verfügbar) und Servolenkung erschwert die Kontrolle über das Fahrzeug.
Der ED9 (1.6i-16) wurde in den Farben Pewter Grau Metallic (NH 537 M), Rio Rot (R 63), Milano Rot (R 81), Vogue Silber Metallic (NH 550 M), Polar Weiß (NH 512 Z) und Flint Schwarz Metallic (NH 526 M) produziert, der Preis lag 1990 bei 28.990 DM. Standard war in Deutschland, wie bei den Vorgängermodellen, das nach außen und hinten ausfahrbare Schiebedach. Dieses und der Kofferraum waren erheblich kleiner als die der Vorgängermodelle. Dafür hatte das Heck ein zweites Fenster unterhalb der Abrisskante. Das komplett verglaste und verspiegelte Dach war in Europa nicht erhältlich. Das Design der Rücklichter wurde im Laufe der Bauzeit geändert, so kann der 130-PS-ED9 ohne Katalysator an den zwei Rückfahrscheinwerfern erkannt werden, der ED9 mit Katalysator hatte nur noch einen Rückfahrscheinwerfer und dafür eine integrierte Nebelschlussleuchte. Auch wurde bei der Modellpflege die Frontschürze und Tachoabdeckung geändert.

### Typ EE 8
Von außen waren die einzelnen Varianten anhand der Motorhaube einfach zu unterscheiden: Die erste Variante mit dem 80-kW-Motor (Si) (SOHC) hatte eine in der Mitte etwas abgesenkte Motorhaube. Durch eine Modellpflege wurde die Motorhaube des DOHC im 90-kW-Modell (ED9) im Bereich des Zahnriemens angehoben ("Beule" auf der Motorhaube). Für das 110-kW-Modell (EE8) wurde dann der gesamte mittlere Bereich der Motorhaube angehoben und mit einem KAT ausgestattet. Zudem hatte er größere Scheinwerfer, einen größeren Heckspoiler, eine geänderte Frontstoßstange mit geänderten Blinkern und schwarze Ledersitze.
Somit hatte die Topversion der zweiten CRX-Generation, der CRX 1.6i-VT Typ EE8, einen 1595-cm³-Motor und 110 kW (150 PS) bei 7600 min−1 und 144 Nm Drehmoment bei 7100 min−1. Das Gewicht des voll ausgestatteten Top-Modells lag mit 1010 kg mehr als 100 kg über dem des ED9. Der Beschleunigungswert des EE8 lag unter 8 s auf 100 km/h. Aufgrund der höheren Verdichtung ergab sich eine deutliche Erhöhung der Elastizität und eine Höchstgeschwindigkeit von eingetragenen 222 km/h. Der durchschnittliche Verbrauch lag bei 8,3 l/100 km.
Der EE8 (VTEC) wurde ebenfalls in den Farben Flint-Schwarz Metallic (NH 526 M) und exklusiv in Celestial Blau (B 53 P) produziert und kostete 35.990 DM.

### Cabrio-Umbau
Ab 1991 gab es in Ungarn zum Cabrio umgebaute CRX zum Preis von 41.690 DM bzw. 47.990 DM als VTEC (EE8). Ein nachträglicher Umbau des Coupes zum Cabrio kostete 12.000 DM.

## CRX del Sol (Typ EH6/EG2, 1992–1998)
Die dritte und letzte Auflage des CRX wurde im Frühjahr 1992 eingeführt.
Im Gegensatz zu den vorigen CRX-Modellen ist er eine Targa-ähnliche Variante mit Überrollbügel, der gleichzeitig der elektrisch einfahrbaren Heckscheibe als Rahmen diente. Zu Beginn wurde er als CRX oder CRX Targa angeboten. Da der Mazda MX-5 das gleiche Segment abdeckte und günstiger in der Anschaffung war, erhielt der CRX ab 1994 den Beinamen del Sol; die Ausstattung wurde verändert und der Preis gesenkt. Nur im deutschsprachigen Raum hat der del Sol das Kürzel CRX im Modellnamen.
Der CRX del Sol basiert auf der EG-Baureihe des Civic und verfügt über ein abnehmbares Aluminiumdach, das im Kofferraum verstaut werden kann und an einem hochklappbaren Hilfsrahmen unter der Kofferraumklappe befestigt wird. Auch bei abgenommenen Dach verbleibt dann ein Kofferraumvolumen von 300 Litern. Gegen Aufpreis war er auch mit elektrisch versenkbarem Stahldach lieferbar. Die Hebeeinheit ist im Kofferraum untergebracht, sodass gegenüber der Version mit manuell abnehmbarem Dach nur noch 140 Liter Kofferraumvolumen für Gepäck zur Verfügung stehen. Zum Öffnen des elektrischen Dachs wird der Kofferraumdeckel elektrisch über die Höhe des Überrollbügels angehoben und dann das Dach mit einer Hebe-Zieh-Vorrichtung über den Überrollbügel in den Kofferraumdeckel eingezogen, der dann wieder nach unten fährt. Im Gegensatz zu neueren Dachmechanismen funktioniert der Dachöffner nur im Stand und langsam.

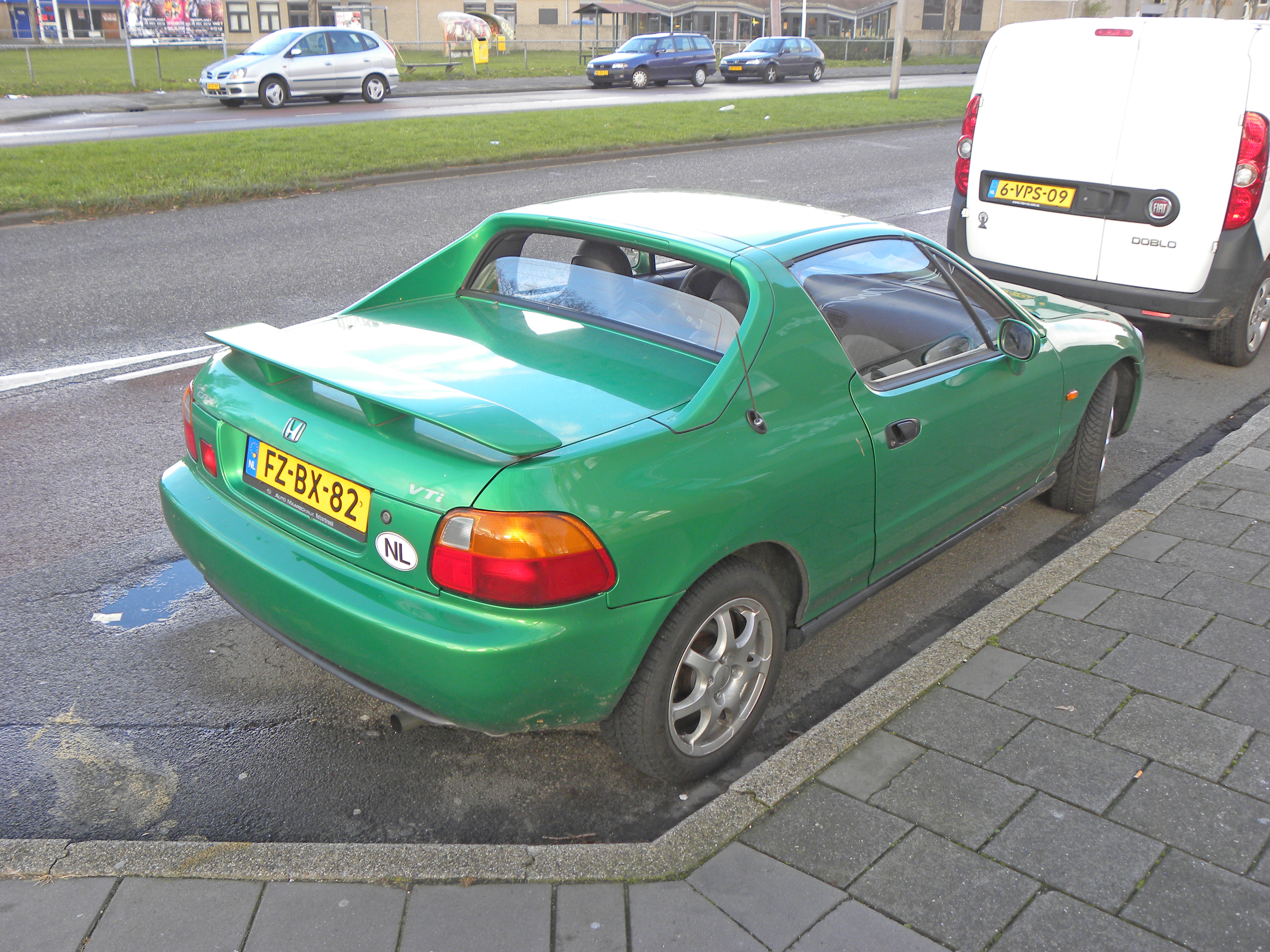
Heckansicht

Der CRX VTi del Sol (Modell EG2) wurde mit einem 1,6-Liter-Motor (B16A2) mit zwei obenliegenden Nockenwellen (DOHC) und variabler Ventilsteuerung VTEC angeboten. Er hat eine Leistung von 118 kW (160 PS) bei 7600 min−1 und ein Drehmoment von 150 Nm bei 7000 min−1. Des Weiteren gab es die Variante del Sol ESi (Modell EH6) mit 1,6-Liter-Motor (D16Z6/D16Y8; ab August 1995) und einer obenliegenden Nockenwelle (SOHC, Single Over Head Camshaft), die 92 kW (125 PS) bei 6500 min−1 und ein max. Drehmoment von 142 Nm bei 5200 min−1 leistete.
Auf dem amerikanischen Markt wurde der Honda CRX unter dem Namen Civic del Sol angeboten und wahlweise mit einem 1,5-Liter-Motor mit 90 oder 101 PS ausgestattet. Das amerikanische Modell hatte eine Klimaanlage und zwei Airbags, während in Europa nur ein Fahrerairbag zu haben war. Unter den Namen Daytona und Motegi gab es zwei Sondermodelle. Der Daytona verfügte wahlweise über eine Lackierung in Silbermetallic mit einer roten Lederausstattung, Adriatic-Blau-Metallic mit Honig-Gelb-farbener Lederausstattung oder Dunkelgrün-Metallic-Lackierung mit beigefarbener Lederausstattung, der Motegi über eine Adriatic-Blaue Metallic-Lackierung und eine cognacfarbene Lederausstattung mit in die Kopfstützen eingesticktem Motegi-Schriftzug. Dieses Modell war nur 1998 erhältlich.
Die CRX-Modelle konnten optional bis zum Produktionsende im Dezember 1998 mit folgenden Ausstattungen erworben werden: ABS (serienmäßig beim VTi, beim ESi erst ab Frühjahr '97 serienmäßig), elektrischer oder manueller Dachbedienung, Scheibenbremsen hinten (nur in Verbindung mit ABS, später serienmäßig), Nebelscheinwerfern, dritter Bremsleuchte, Klimaanlage, Heckspoiler (serienmäßig beim VTi), Airbag (in Deutschland nur auf der Fahrerseite), Ledersitzen (Schwarz, Rot, Beige, Motegi: Cognacfarben), Leselampen in den Türgriffen (Serie nur im VTi), elektrischen Fensterhebern (Serie, auch beim beheizbaren Heckfenster) und elektrisch verstellbaren Außenspiegeln (Serie). Die Abgaswerte entsprechen der heutigen Euro-1- und ab 1995 der Euro-2-Norm. Mit wenigen Handgriffen können die älteren Fahrzeuge auf Euro2 (Zusatz-Kat) aufgerüstet werden.

## Modellübersicht
| Baujahr         | Modell      | Hubraum          | Typ | Leistung kW (PS) | Land   | Drehmoment          | Höchst- geschw. | Beschl. 0–100 km/h | ehm. Verkaufspreis                 |
| --------------- | ----------- | ---------------- | --- | ---------------- | ------ | ------------------- | --------------- | ------------------ | ---------------------------------- |
| 09/1983–12/1985 | 1.5i        | 1,5 l (1488 cm³) | AF  | 74 (100)         | Europa | 130 Nm / 5500 min−1 | 190 km/h        | 8,9 s              | 19.490 DM (1984), 20.290 DM (1985) |
| 01/1986–09/1987 | 1.6i 16V    | 1,6 l (1590 cm³) | AS  | 92 (125)         | Europa | 140 Nm / 5500 min−1 | 202 km/h        | 8,1 s              | 22.490 DM (1986), 23.590 DM (1987) |
| 10/1987–12/1991 | 1.4 16V     | 1,4l (1390 cm³)  | EE6 | 66 (90)          | Europa | 140 Nm / 5600 min−1 | 190 km/h        | 8,2 s              |                                    |
| 10/1987–12/1991 | 1.6 16V     | 1,6 l (1590 cm³) | ED9 | 91 (124)         | Europa | 140 Nm / 5700 min−1 | 205 km/h        | 8,5 s              | 29.290 DM (1990)                   |
| 10/1987–12/1991 | 1.6 16V     | 1,6 l (1590 cm³) | ED9 | 96 (130)         | Europa | 143 Nm / 5700 min−1 | 212 km/h        | 7,5 s              | 28.990 DM (1990)                   |
| 10/1989–12/1991 | 1.6i-VTEC   | 1,6 l (1595 cm³) | EE8 | 110 (150)        | Europa | 144 Nm / 7100 min−1 | 222 km/h        | 7,2 s              | 35.950 DM                          |
| 03/1992–12/1998 | 1.6ESi      | 1,6 l (1590 cm³) | EH6 | 92 (125)         | Europa | 142 Nm / 5200 min−1 | 190 km/h        | 9,3 s              | 39.000 DM                          |
| 03/1992–12/1998 | 1.6VTi-VTEC | 1,6 l (1595 cm³) | EG2 | 118 (160)        | Europa | 150 Nm / 7000 min−1 | 210 km/h        | 8,1 s              | 44.500 DM                          |

Die typisierten Leistungen können von Land zu Land variieren (Bsp.: D16A6 in Österreich nur 79 kW).